# NGC 6126
NGC 6126 ist eine 13,6 mag helle linsenförmige Galaxie vom Hubble-Typ S0 im Sternbild Nördliche Krone und etwa 443 Millionen Lichtjahre von der Milchstraße entfernt.
Sie wurde am 19. Juni 1880 von Édouard Stephan entdeckt.